# بيل أوين (كاتب)
بيل أوين (بالإنجليزية: Bill Owen)‏ هو مقدم برامج إذاعية وكاتب أمريكي، ولد في 1 فبراير 1931 في غراند فوركس في الولايات المتحدة.

## وصلات خارجية
- بيل أوين على موقع IMDb (الإنجليزية)